# Cantó de Grandpré
El cantó de Grandpré és un cantó francès del departament de les Ardenes, situat al districte de Vouziers. Té 18 municipis i el cap és Grandpré.

## Municipis
- Apremont
- Beffu-et-le-Morthomme
- Champigneulle
- Chatel-Chéhéry
- Chevières
- Cornay
- Exermont
- Fléville
- Grandham
- Grandpré
- Lançon
- Marcq
- Mouron
- Olizy-Primat
- Saint-Juvin
- Senuc
- Sommerance
- Termes

## Història
| Data d'elecció                           | Identitat         | Partit                                   | Qualitat |
| ---------------------------------------- | ----------------- | ---------------------------------------- | -------- |
| 1945-1970                                | Guy Desson        | SFIO, després PSU, després divers gauche |          |
| 1970-1996                                | Jacques Sourdille | UDR, després RPR                         |          |
| 1996-2011                                | Jean-Luc Warsmann | RPR, després UMP                         |          |
| 2011-                                    | Dominique Arnould | UMP                                      |          |
| les dades anteriors no són pas conegudes |                   |                                          |          |
|                                          |                   |                                          |          |

## Demografia
| A partir de 1990: Població sense dobles comptes |